# Palombia
Palombia (officiellt: Estados Unidos de Palombia) är en fiktiv, sydamerikansk republik. Den förekommer i ett antal äventyr i de belgiska tecknade serierna Spirou och Marsupilami. Huvudstaden heter Chiquito (spanska för liten), det officiella språket är spanska, och den dominerande religionen är romersk-katolsk kristendom. Landet är självständigt sedan 1923.
Landet sägs ligga i det inre av den norra delen av Sydamerika. Det anknyter både till Amazonas och den östligaste delen av Anderna. Det har en yta på 42 000 km², vilket till största delen täcks av tropisk regnskog. 1959 noterades landets befolkningsantal till dygt 227 000 personer.

## Publikationshistorik
Palombia framträdde första gången i Spirou-äventyret Spirou och arvingarna (tidningspublicering på franska 1952, album 1955). Namnet kan ses som en kombination av Panama och Colombia, och etnonymet är på svenska palombian (adjektiv: palombiansk). Det franska originalets Palombie är också en ordlek med "Colombie, colombe och palombe".
Den palombianska djungeln är den naturliga hemvisten för marsupilamier, det var där som Spirou och Nicke första gången hittade Marsupilami i äventyret Spirou och arvingarna. När Spirou och Nicke skall lämna Palombia med Marsupilami, träffar de Nickes kusin Ricke, som berättar att han tänker stanna i landet. I det senare äventyret Diktatorn och champinjonen visar det sig att Ricke har lyckats göra sig till militärdiktator i Palombia. Spirou och Nicke lyckas avstyra Rickes planerade anfallskrig mot ett grannland och störtar därmed Ricke från sin post som diktator.
| Palombia figurerar i de båda serierna Spirou och Marsupilami. |  | Palombia figurerar i de båda serierna Spirou och Marsupilami. |
| Palombia figurerar i de båda serierna Spirou och Marsupilami. |  |                                                               |

I Skuggan av Z försöker Ricke återta denna position genom att liera sig med den galne vetenskapsmannen Zafir, som har en bas i djungeln. Han förmår Zafir att skapa ett "supervapen" som förstör offrets hjärna. I ett trängt läge försöker han använda vapnet mot Zafir, men det exploderar i handen på honom. Zafir drabbas dock efter detta av en mental återgång till baby-stadium.

## Presentation av det fiktiva landet
Palombias grunddrag definierades genom Spirou och arvingarna, och senare framträdanden i serierna Spirou och Marsupilami har i stort sett följt ursprungsmodellen.

### Grundfakta
Landets kompletta namn är Republiken Palombia (spanska: Republica Palombiana). Landets officiella språk är spanska, och dess valspråk är La Patria Vive ("Hemlandet lever"), och dess flagga är en trikolor med färgerna gult, blått och rött. Till skillnad från Colombias flagga är den dock en trikolor med lodräta färgfält. Det palombianska passets framsida pryds av en stiliserad papegoja. Palombia är självständigt land sedan 1923.

Palombias flagga.

Palombias valuta var ursprungligen peso, vilken från och med Spirou-äventyret Skuggan av Z byttes ut mot palombo.

### Geografi
I både den officiella uppslagsboken om Marsupilami den officiella sajten franquin.com beskrivs Palombia med sina 42 042 kvadratkilometer som Latinamerikas minsta republik. Det sägs i norr gränsa till Orinoco, i väster till Anderna och i söder till den amazoniska regnskogen. Enligt uppslagsboken har det en smal korridor ut mot Atlanten (där bland annat ön Santa Banana är belägen), men i övrigt är landet helt omgivet av andra sydamerikanska länder. Palombia befinner sig inom lämplig flygavstånd från Venezuelas huvudstad Caracas.
Större delen av Palombia är täckt av en tjock regnskog, och landet genomflytes till stor del av forsrika floder. Regnskogen gör också att allt normalt regn endast når marken via den frodiga växtligheten. I den palombianska hettan avdunstar dock nederbörden snabbt, vilket ibland ger upphov till dimbälten. Den palombianska regnskogen hänger samman med Amazonas, och klimatet är präglat av närheten till ekvatorn. Nederbörden sker främst genom häftiga eftermiddagsregn året om; regnen är dock mindre förekommande under juli–september.

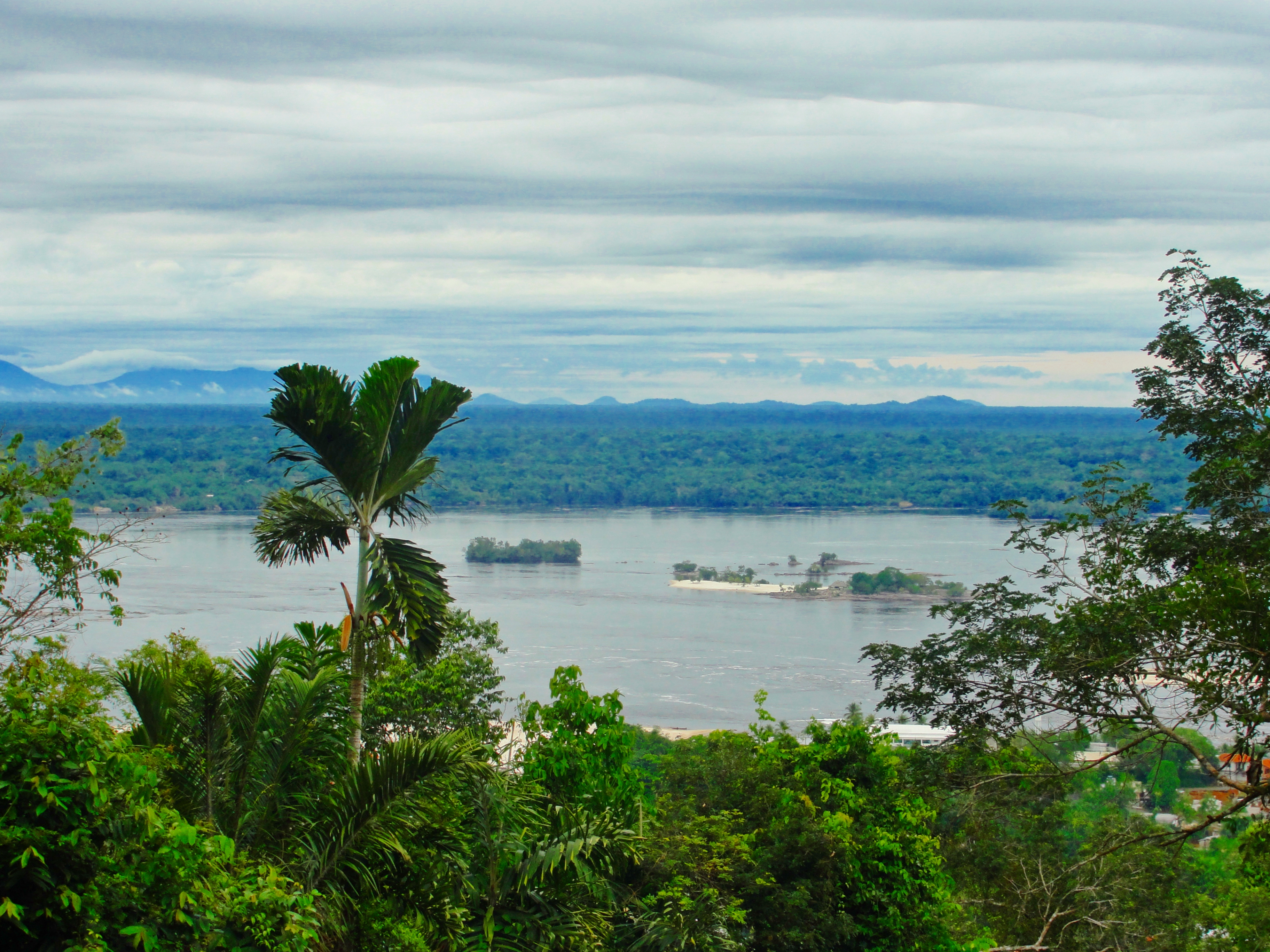
Nationalparken runt verklighetens Pico da Neblina har samma geografiska läge som delar av det fiktiva Palombia.

En omnämnd flod som har sitt lopp genom djungeln är Soupopoaro. Den flyter genom områden där det endemiska djuret marsupilami (Marsupilami franquini) lever. Floden är en biflod till Amazonfloden, och har i sin tur den mindre och på grund av guldprospektering tungt nedsmutsade Rio Soupolagimaz till biflod.
I söder höjer sig terrängen, vilket gör att växtligheten successivt övergår från djungel till en gräsrik savann. Savannen avbryts dock vid foten av de höga bergskedjorna. De palombianska Anderna består delvis av vulkaner, vilka ofta är utslocknade. Regionen översållas också av djupa och ännu outforskade sjöar.

### Politik
Palombia är en republik, med en tvåkammarriksdag – Kongressen. Ledamöterna väljs för en period på fyra år, medan landets president har en sexårig mandatperiod. Det parlamentariska systemet infördes i början av 1960-talet, avskaffades 1964 (av diktatorn Papa-Prinz) och återinfördes 1990 (av Achilio Zavatas).
Landet är ofta föremål för styre av olika diktatorer. Bland landets ledare kan nämnas general Zantas (Diktatorn och champinjonen) , en militär diktator med planer på att invadera grannlandet Guaracha, och "Baby-Prinz". I sin roll som (litet) och politiskt instabilt latinamerikanskt fiktivt land kan det jämföras med San Theodoros, motsvarigheten i Tintins äventyr.
Sedan självständigheten 1923 har Palombia upplevt ett 50-tal revolutioner eller statskupper. Dessutom har landet utkämpat ett antal strider med grannländerna om tvister rörande olika landområden.
I början av 1960-talet skedde en hastig modernisering av landet, vilket åtföljdes av en hög skuldsättning gentemot utlandet.
Palombias ledare (urval)
- Zantas (general)
- Papa Prinz (1964–)[5]
- Baby Prinz (son och efterträdare till ovanstående)[5]
- Achilo Zavatas (1990–)[5]

### Demografi
Landets huvudstad Chiquito (spanska för "mycket liten" eller "liten grabb"; etnonym: chiquita) har 123 765 invånare, och den ligger tätt inpå den rena urskogen. Den innehåller (enligt Marsupilami-album 19) kanaler i stil med Venedig. Staden kan endast nås från utlandet via flyg. En regelbunden flyglinje med veckovisa flygningar finns mellan Chiquito och Caracas, trafikerad av P.W.A. (Palombian World Airways). Flera försök att anlägga vägförbindelser genom den omgivande djungeln har gjorts, inklusive den transpalombianska vägen och riksväg 7. De forsrika floderna har också begränsat transportmöjligheterna genom landet med båt.
Varken spanska conquistadorer eller portugisiska lycksökare lyckades etablera några långvariga kolonier i Palombia. Området var fattigt på naturrikedomar, var svårtillgängligt och hade klimatet emot sig. Först i slutet av 1800-talet grundades Chiquito av nybyggare, på gränsen till urskogen. Staden växte snabbt till sig och blev utgångspunkten för den vidare etableringen av regionen.
Vid den senaste folkräkningen (1959) noterades Palombias folkmängd till 227 895 personer. Majoriteten av invånarna är anhängare till romersk katolicism.
Bland ursprungsinvånarna i Palombia är chahutas (chahutaindianerna) den viktigaste folkgruppen. De bebor den del av djungeln som ligger vid foten av vulkanen El Sombrero; i samma område bor även djungeldjuret marsupilami. Chahuhats vördar marsupilamin som ett heligt djur, under namnet Marsupilcoatl, och djuret figurerar flitigt i folkets sagovärld. Bland övriga skogsinvånare finns pixota-stammen (kända för sina små huvuden).
I Palombia är skolundervisningen gratis upp till 14 års ålder.

### Kultur
Palombia befolkades av europeiska invandrare först under 1800-talet. Därför finns det i landet inte så många äldre byggnadsminnen. I Boavista finns dock ett tempel från en inhemsk civilisation.